# Ensifera ensifera
Ensifera ensifera là danh pháp khoa học của một loài chim thuộc họ Chim ruồi (Trochilidae). Đây là loài duy nhất trong chi Ensifera. Trong số các loài chim ruồi lớn nhất, loài này có đặc điểm đặc trưng là mỏ dài bất thường, và là loài chim duy nhất có mỏ dài hơn phần còn lại của cơ thể, không kể đuôi. Chim sử dụng mỏ của mình để hút mật hoa từ những bông hoa có tràng hoa dài và đã đồng tiến hóa với loài Passiflora mixta. Trong khi hầu hết các loài chim ruồi rỉa lông bằng mỏ thì Ensifera ensifera sử dụng chân để cào và rỉa lông do mỏ của chúng quá dài.
Ensifera ensifera là loài ăn mật hoa, đặc biệt là từ Passiflora mixta và các loài hoa lạc tiên khác. Chim cũng đớp côn trùng trong không trung. Loài này sinh sản từ tháng 2 đến tháng 3 và chúng xây tổ bằng rêu. Ensifera ensifera được Liên minh Bảo tồn Thiên nhiên Quốc tế (IUCN) phân loại là loài ít quan tâm trong Sách đỏ IUCN, nhưng hiện đang bị đe dọa bởi biến đổi khí hậu và nạn phá rừng.

## Phân loại và hệ thống
Ensifera ensifera được Auguste Boissonneau mô tả lần đầu tiên là Ornismya ensifera vào năm 1839, trên cơ sở các mẫu vật từ Santa Fé, Bogotá, Colombia. Loài này được René Lesson chuyển đến chi Ensifera vào năm 1843. Tên của chi và loài ensifera có nguồn gốc từ các từ Latinh ensis (kiếm) và ferre (mang theo) và có nghĩa là "chim mang kiếm", ý chỉ cái mỏ lớn của loài này. "Sword-billed hummingbird" là tên thông thường chính thức bằng tiếng Anh do Hiệp hội Điểu học Quốc tế (IOU) chỉ định. Các tên thông thường khác của loài này là "sword billed hummingbird", "swordbill" và "swordbill hummingbird".
Ensifera ensifera là loài duy nhất thuộc chi Ensifera. Vào năm 1939, Ensifera ensifera caerulescens được Willoughby Lowe mô tả là một phân loài trên cơ sở một mẫu vật từ Bảo tàng Tưởng niệm Hoàng gia Albert. Tuy nhiên, sau đó phân loài này đã được gộp chung với các phân loài đại diện vì có khả năng mẫu vật đó có bộ lông khác thường hoặc bị đổi màu. Ensifera ensifera hiện nay được coi là đơn loài (không có phân loài).

## Miêu tả

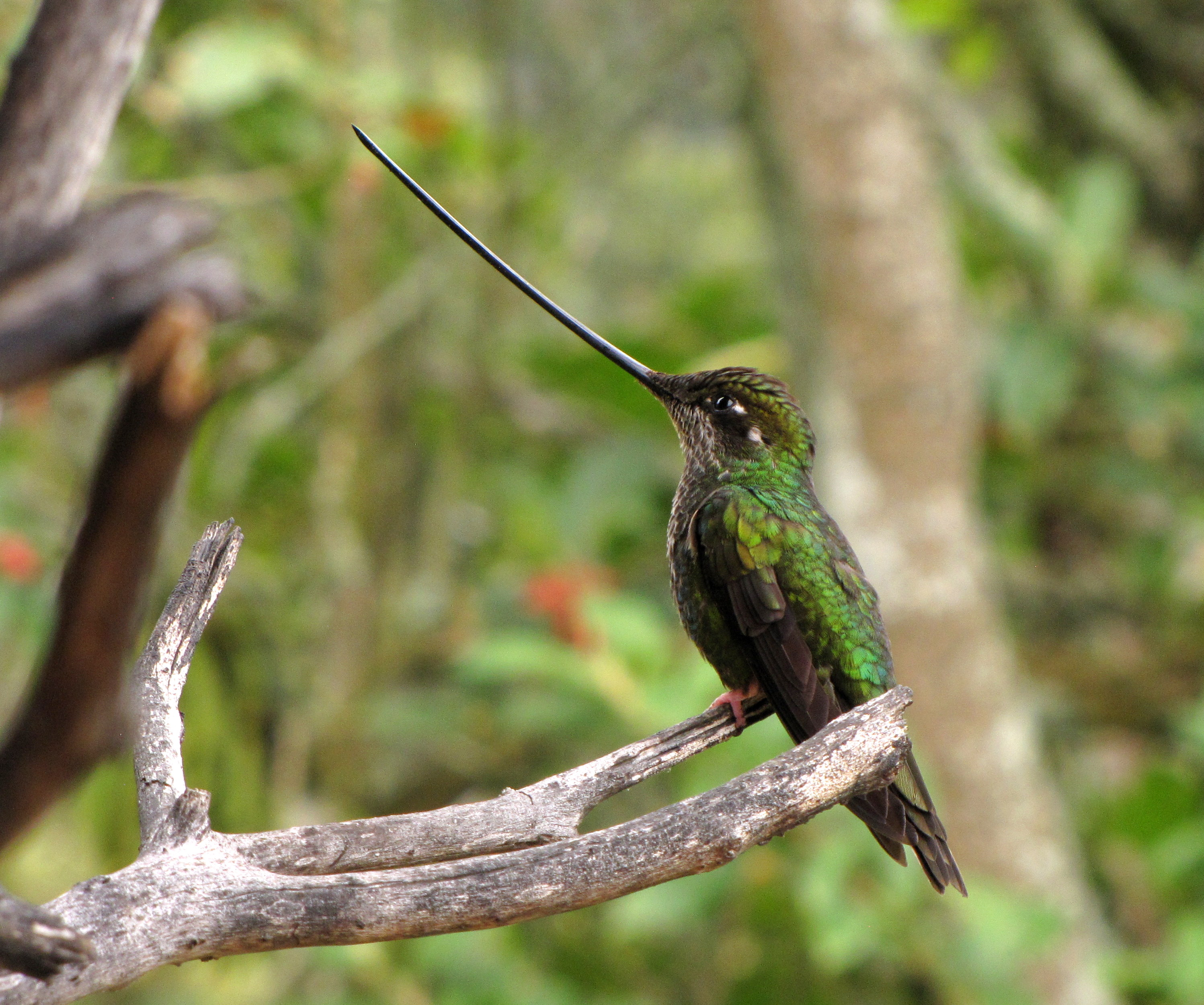
Ensifera ensifera đậu trên cây.

Ensifera ensifera là một trong những loài chim ruồi lớn nhất. Con trưởng thành dài 13–14 cm (5,1–5,5 in) không cộng mỏ và nặng 10–15 g (0,35–0,53 oz), với con đực có chỉ số trung bình lớn hơn con cái một chút. Đặc điểm nổi bật nhất của loài này là chiếc mỏ khổng lồ dài 8–12 cm (3,1–4,7 in). Loài này có chiếc mỏ dài nhất trong số các loài chim ruồi và dài nhất so với chiều dài cơ thể với bất kỳ loài chim nào.
Ensifera ensifera là loài có dị hình giới tính. Con đực có mỏ ngắn hơn nhưng cánh và đuôi dài hơn con cái. Con đực có phần trên màu lục đồng, đầu màu đồng, một đốm trắng nhỏ sau mắt, cổ họng sẫm màu, phần dưới màu lục kim loại, bụng màu xám đen và đuôi chẻ đôi màu lục đồng đen. Một số cá thể đực có cằm và cổ họng màu trắng. Con cái có phần trên tương tự, nhưng phần dưới màu trắng, cổ họng hơi xám, bụng có đốm xanh lục, đuôi chẻ ít sâu hơn và có viền màu trắng xám. Con non có hình thái giống con cái.
Ensifera ensifera là loài chim duy nhất được biết đến có mỏ dài hơn phần còn lại của cơ thể, không cộng đuôi. Nó có màu đen, nặng và hơi hếch lên. Chiếc mỏ cực dài này giúp chim ăn những bông hoa có cánh hoa dài mà các loài khác không thể tiếp cận được.

### Tiếng kêu
Ensifera ensifera phát ra tiếng trrr trầm, âm họng (guttural), hơi chói tai.

## Môi trường sống và phân bố
Ensifera ensifera được tìn thấy trên dãy Andes, từ tây Venezuela, qua Colombia, Ecuador và Peru đến Bolivia. Loài này sinh sống ở rừng núi ẩm ướt, bìa rừng, đồng cỏ cây bụi, khu vườn và các mảng páramo ở độ cao 1.700–3.500 m (5.600–11.500 ft), nhưng phổ biến nhất ở độ cao 2.400–3.100 m (7.900–10.200 ft). Loài này nhìn chung là không di trú xa, nhưng có các cuộc di trú cục bộ ở Colombia và tây bắc Venezuela, khi chúng di chuyển đến nơi cao hơn vào đầu mùa mưa và quay trở lại nơi thấp hơn trong mùa khô.
Sự phân bố của Ensifera ensifera tương quan với sự phân bố của các loài thuộc phân chi Tacsonia trong chi Lạc tiên (Passiflora), do tập tính kiếm ăn và đặc điểm mỏ có tính chuyên biệt cao.

## Hành vi và sinh thái học

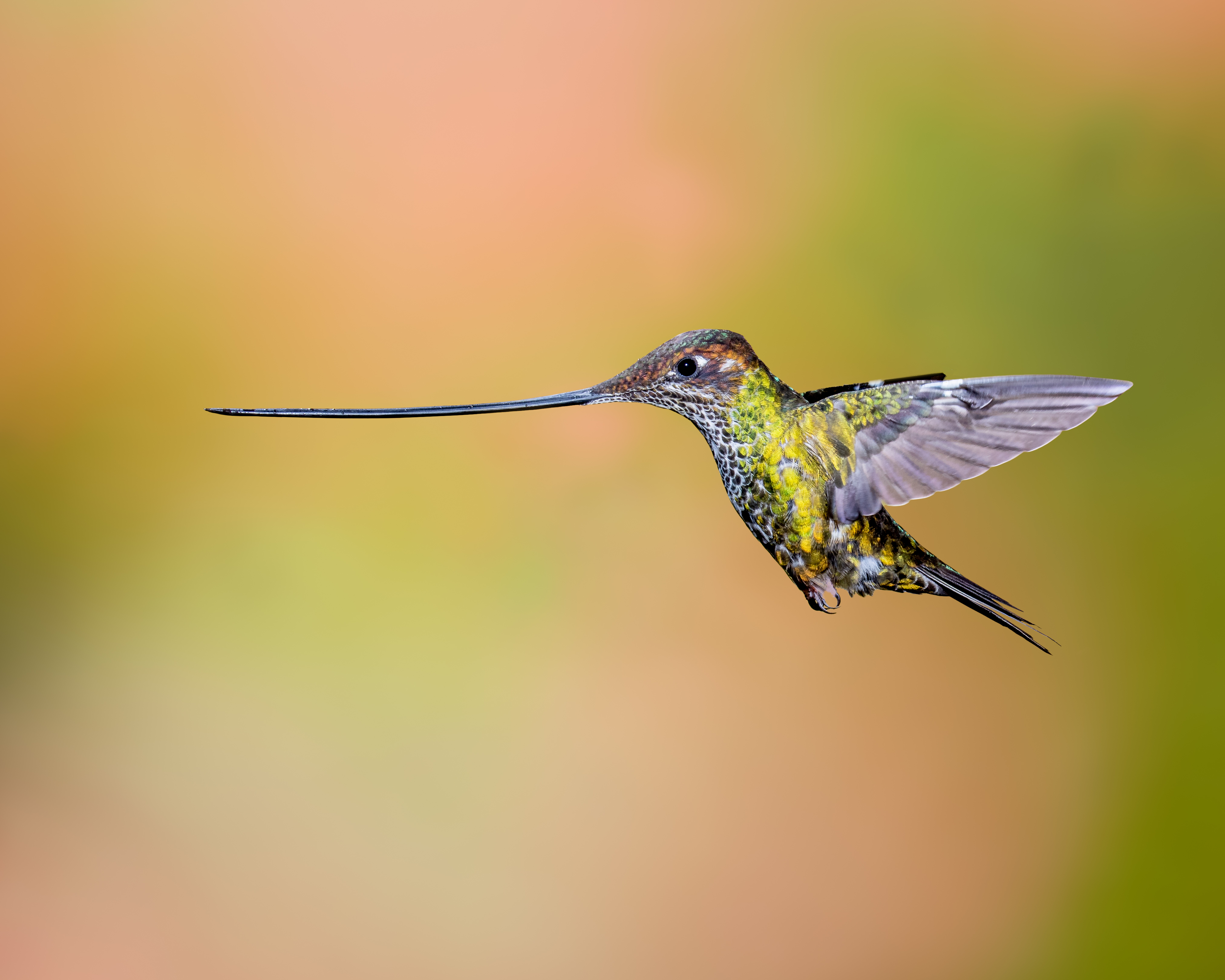
Chim đang bay

Giống như các loài chim ruồi khác, Ensifera ensifera có thể bay lùi và lơ lửng trong không trung. Chim cũng thể hiện mức wing-disk loading cao hơn mức trung bình so với các loài khác trong họ.

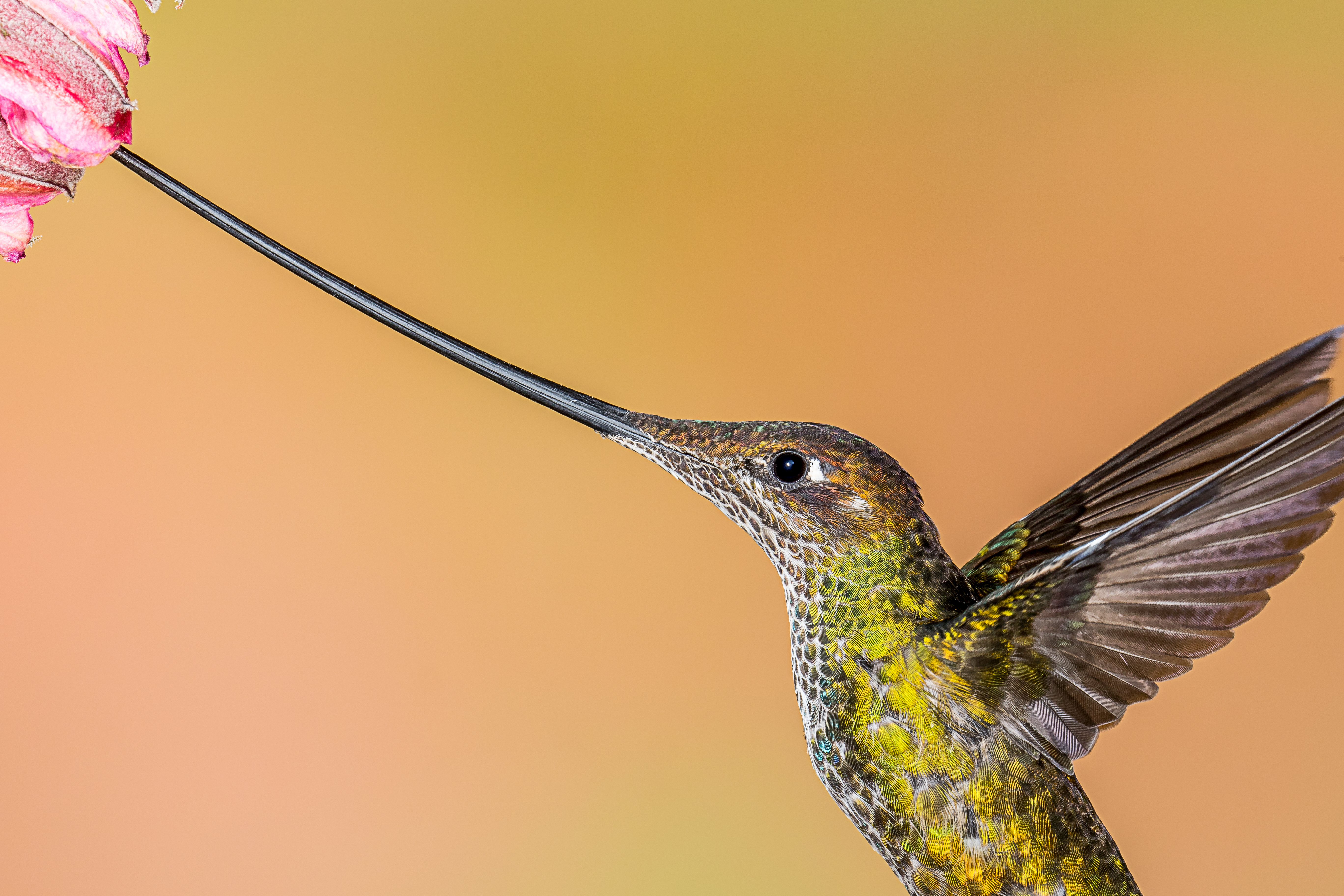
Một cá thể Ensifera ensifera cái ăn mật trong khi đang bay.

### Chế độ ăn uống và kiếm ăn
Ensifera ensifera là một loài kiếm ăn chuyên biệt, chủ yếu ăn mật của những loài hoa có cánh hoa dài, bao gồm Brugsmania sanguinea, Datura stramonium, Passiflora mixta, P. pinnatistiplua, P. mollissima và P. sexflora, cũng như hoa thuộc các chi Aethanthus, Fuchsia, Salpichroa và Solanum. Loài này thăm dò các bông hoa từ bên dưới và ghé thăm một loạt bông hoa cụ thể theo trình tự đều đặn, nhất quán. Chim cũng đớp côn trùng đang bay trong không trung bằng cách giữ mỏ mở.

### Đậu và rỉa lông
Ensifera ensifera đậu với mỏ nghiêng lên trên để giảm sức nặng của chiếc mỏ và giữ thăng bằng tốt hơn. Chiếc mỏ quá dài cũng buộc loài chim này phải dùng chân để rỉa lông, mặc dù việc này mất nhiều thời gian hơn so với các phương pháp dùng mỏ thông thường. Việc rỉa lông là rất quan trọng để loại bỏ ngoại ký sinh trùng và phết dầu lên lông.

### Sinh sản
Ensifera ensifera sinh sản từ tháng 2 đến tháng 3. Tổ có hình chiếc cốc, làm bằng rêu và thường được treo giữa các sợi rễ cao trên mặt đất.

### Đồng tiến hóa vớiPassiflora mixta

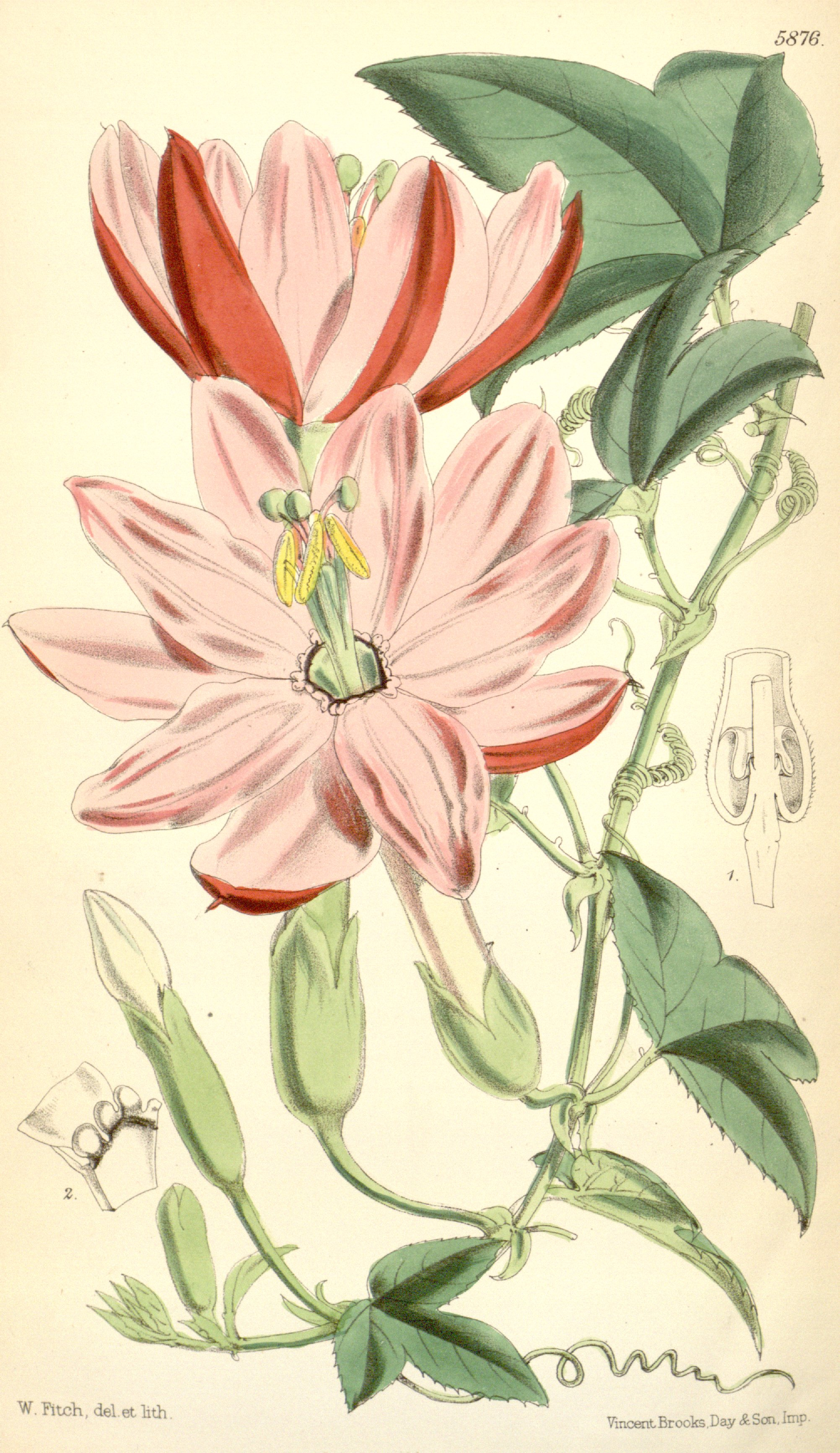
Bao hoa dài của Passiflora mixta đồng tiến hóa với mỏ chim như một chiến lược thụ phấn.

Ensifera ensifera có sự đồng tiến hóa cực độ với loài hoa lạc tiên Passiflora mixta. Hai loài tiến hóa cùng nhau trong quá trình phát xạ ban đầu của phân chi Tacsonia, bởi vì loài chim này thụ phấn riêng cho P. mixta. Vị trí của các bao phấn và đầu nhụy của hoa, cùng với chiều dài của ống bao hoa, khiến nó trở thành nguồn thức ăn mà gần như mọi loài không thể tiếp cận được, ngoại trừ Ensifera ensifera. Mối quan hệ hỗ trợ này khiến P. mixta phụ thuộc vào chim để thụ phấn, trong khi chim có được nguồn thức ăn chất lượng cao. Để lấy mật hoa, chim ruồi sẽ thọc cái mỏ dài của chúng xuống ống của bao hoa (cả hai đều có chiều dài gần như chính xác bằng nhau), uống, sau đó rút mỏ và bay lượn trong vài giây trước khi lặp lại quy trình. Các loài khác, chẳng hạn như côn trùng, có thể tiếp cận mật hoa, nhưng chúng chọc thủng gốc và hút qua lỗ thủng thay vì ống bao hoa. Bằng chứng bổ sung về sự đồng tiến hóa là cả hai loài cùng sinh sống trên cùng một phạm vi lãnh thổ dọc theo dãy núi Andes. Nếu quần thể Ensifera ensifera suy giảm, rất có thể sẽ có tác động tiêu cực đến sự phong phú của P. mixta do sự đồng tiến hóa cực độ của chúng.

## Tình trạng và bảo tồn
Ensifera ensifera được Liên minh Bảo tồn Thiên nhiên Quốc tế (IUCN) phân loại là loài ít quan tâm trong Sách đỏ IUCN do có phạm vi phân bố rộng, không có sự suy giảm dân số đáng kể và không có các mối đe dọa lớn. Ngoài ra, cũng không có điều tra dân số về số lượng cá thể toàn cầu, vì phạm vi phân bố lớn và những lần nhìn thấy loài này thì không phổ biến. Chim đã thích nghi với môi trường sống nhân tạo ở một số khu vực và cũng được biết là có xuất hiện ở một số khu vực được bảo vệ. Biến đổi khí hậu và phá rừng là hai mối đe dọa có thể xảy ra nhất đối với Ensifera ensifera vì điều này có thể dẫn đến mất môi trường sống và giảm nguồn thức ăn, đặc biệt là của Passiflora mixta.

## Trong nghệ thuật và truyền thông
Loạt phim tài liệu của BBC Planet Earth II mô tả Ensifera ensifera bay qua khu rừng trong tập Jungles.